# Monsieur Mallah
Monsieur Mallah, es un personaje ficticio, un Gorila superinteligente y antropomorfo, conocido por ser un supervillano publicado por la editorial DC Comics siendo el socio criminal e interés romántico del supervillano conocido como Cerebro.
Monsieur Mallah aparece en la tercera temporada de la serie de HBO Max, Doom Patrol, con su voz proporcionada por Jonathan Lipow.

## Historia sobre la publicación
Monsieur Mallah apareció por primera vez en la historieta Doom Patrol y fue creado por Arnold Drake y Bruno Premiani.

## Biografía ficticia del personaje

### Orígenes
Como científico, el hombre que se convertiría en el supervillano Cerebro, llevaba a cabo una serie de experimentos en animales para poder aumentarles su inteligencia. Uno de ellos, utilizó a un gorila capturado, al cual, elevó el índice de su inteligencia al nivel de un genio, con un coeficiente intelectual de 178. Al gorila, lo llamó Monsieur Mallah, y lo educó durante casi una década antes se convirtiera en su asistente personal.

"Hace diez años, tomé al simio más fuerte y superior que fuera cualquier ser humano... siendo más ágil que el mejor atleta! A través de métodos de enseñanza secretos y tratamientos de choque, le di un Coeficiente Intelectual de 178! es todo un genio!" - Cerebro, lo que explica el origen de Mallah en Doom Patrol #86

Su colega, fue el profesor Niles Caulder, creció celoso por su trabajo y preparó todo para que el científico quedara atrapado en una explosión, que destruyó el cuerpo del científico.  Solo sobrevivió su cerebro y Caulder coloco el cerebro en el cuerpo de un robot. Mallah rescató al científico, colocando su cerebro en la transferencia a una red informática que lo mantuvo funcionamiento (Caulder ingenio más tarde otro accidente, causando que el conductor de carreras Cliff Steele, quién más tarde sería conocido como Robotman tuviera un accidente con su vehículo). Posteriormente, colocó el cerebro de Steele en el cuerpo artificial destinado originalmente al científico).
Después de que Mallah rescataría al científico, y se llevara su Cerebro, lo mantuvo vivo al conectar sus sistema neuronal a un sistema de una red informática que lo mantuvo vivo y en funcionamiento. Ahora conocido simplemente como Cerebro, el científico y Mallah entonces decidieron conformar una organización criminal conocida como la Hermandad del Mal, con la esperanza de conquistar el mundo y vengarse de Caulder.
Niles Caulder, ahora conocido como el "Jefe", provocó otra serie de accidentes intencionales, decidió formar el grupo de superhéroes conocido como la Doom Patrol (teniendo en cuenta que la participación de Caulder en los acontecimientos que crearon a la Doom Patrol, y se dedicaron a combatir tanto a Cerebro, así como a su asistente, Monsieur Mallah.
Luego de sus incontables enfrentamientos contra la Doom Patrol, e intentar destruir los miembros del equipo creado por Caulder, Cerebro, Mallah, y su hermandad no solo se habían convertido en enemigos de la Patrulla. Sus actividades delictivas también ponerlos en oposición con los Teen Titans y la Liga de la Justicia, esta última en sus inicios.

### Siendo pareja de Cerebro
Durante el desarrollo de la serie de la Doom Patrol con Grant Morrison a la cabeza de la escritura de la serie, Mallah había obtenido uno de los cuerpos robóticos de Robotman, al cual Cerebro se serviría para sus propósitos. Con su nuevo cuerpo, Cerebro le había confesadó a Mallah que se había enamorado de él, todo producto de las mejoras del sistema artificial que recraría emociones humanas. Mallah entonces le revelaría que estaba sintiendo los mismos sentimientos hacia su amo, y entre ambos se dieron un beso. Sin embargo, el cuerpo de Robotman había desarrollado un sistema de autodestrucción, por si el cuerpo robótico entraba en manos equivocadas, este con anterioridad se había prometido no volver a ser esclavo de Cerebro de nuevo; cuando Mallah colocó a su amante en el cuerpo, este activó el sistema de autodestrucción explotando mientras se besaban.
Más tarde, Cerebro y Monsieur Mallah sobrevivieron de algún modo, y su amo, Cerebro volvió a un recipiente. Nunca se supo como se dio esto.
Recientemente, La Hermandad del Mal se dedicaron a asaltar unas instalaciones de investigación genética; siendo con el plan de obtener los secretos de clonación de cuerpos, con el fin de darle a Cerebro un nuevo cuerpo orgánico, que sustente el cuerpo de Cerebro, para que el y el señor Mallah "pudieran llevar finalmente una vida feliz para siempre". Cerebro finalmente clonaría un cuerpo nuevo para sí mismo, aunque este cuerpo falló, puesto que duró por corto periodo de tiempo, ya que se degeneró y deterioró, porque Mallah abrió la cabeza del nuevo cuerpo defectuoso para que pudiera poner a Cerebro en otro recipiente.
En la serie limitada, Salvation Run, Cerebro y Mallah aparecerían entre los villanos que fueron enviados al planeta Cygnus 4019. Cerebro y Monsieur Mallah llegan al campamento del Joker, y Mallah le pide al Gorila Grodd hablar con él lejos de los demás. Mallah le propone a Grodd, siendo compañero gorila, ser los reyes naturales de entre todos los demás villanos, y que deberían formar una alianza, ya que través de su poder combinado podrían ser capaz de gobernar todo el lugar por sí mismos. El Gorilla Grodd se ríe de Mallah de que se considerase como regidor del lugar, y se burla de él ya que lo considera un "experimento científico absurdo", a quién compara con "un niño gorila siendo orgulloso de pertenecer a ciudad Gorila." Mallah golpea al Gorila Grodd por ofenderlo y lo llama bestia, causando que Grodd entre en cólera y trata de matarlo. Aunque Mallah también tiene un arma y le dispara al Gorila Grodd varias veces, Gorilla Grodd todavía tiene la sartén por el mango, y a punto de matar a Monsieur Mallah, Cerebro interviene, suplicándole por la vida de Monsieur Mallah. Pensándolo mejor, Grodd recoge a Cerebro y a Mallah venciéndolo y matándolo, y rompiendo el cristal que contenía a cerebro matándolo también. Antes de exhalar su último aliento, Monsieur Mallah sostiene el recipienteo que mantiene a su amo y le dice a Cerebro que muere feliz por haber conocido y servido a su amo, mientras que Cerebro finalmente le dice que al final morirán juntos y que serán capaz de estar juntos finalmente.

### Los Nuevos 52
En septiembre de 2011, The New 52 reinició la continuidad de DC. En esta continuidad, Mallah era un gorila con el que un científico de Nueva Inglaterra llamado Ernst experimentó para aumentar su intelecto. El trataba a Mallah como un amigo y un asistente. Cuando ocurrió una explosión en su laboratorio, Ernst sufrió quemaduras graves y Mallah le salvó la vida preservando su cerebro.Después de desconfiar de los humanos, Cerebro llevó a Mallah a atacar a los humanos a los que culpaban de su difícil situación. Luego allanaron LexCorp donde recibieron un nervio ciberóptico para que Brain pudiera ver. Durante un enfrentamiento con la Unidad de Crímenes Especiales, Maggie Sawyer intentó convencerlos y aceptó ayudarlos si se rendían.
En un futuro alterado, Cerebro y Monsieur Mallah aparecen ayudando a Gorilla Grodd a apoderarse de los restos de Central City mientras The Black se había apoderado de la mayor parte del mundo. Ellos terminan capturando a Animal Man y a los héroes que están con él. El grupo de Animal Man es salvado por Frankenstein y su ejército Patchwork, quienes derrotan a la mayoría de los gorilas mientras a algunos de ellos se les permite escapar para contar la historia de su derrota.

### DC Rebirth
En 2016, DC Comics implementó otro relanzamiento de sus cómics llamado "DC Rebirth", que restauró su continuidad a una forma muy similar a la que tenía antes de "The New 52". La Hermandad del Mal trabajó en conjunto en un elemento narcótico que luego se distribuye a la población adicta de la ciudad de Nueva York.La droga de diseño, Bliss, fue diseñada para poner a las personas en un estado de fuga para que Brain pudiera usar su capacidad mental latente para expandir su propio intelecto a niveles divinos.
A medida que su perspicacia comenzó a alcanzar niveles de capacidad intelectual hipergenial, Cerebro comenzó a trascender físicamente su cuerpo en porcentajes variables a lo largo del tiempo. A medida que sus habilidades aumentaron, utilizó catástrofes ecológicas como cebo para atraer a sus enemigos de la Liga de la Justicia hacia varias trampas mientras trabajaba para lograr la conciencia trascendente.
Su ascenso a la divinidad también tuvo como efecto secundario la anulación de su empatía, volviéndose personalmente distante del entorno humanístico, como sus familiares y su confidente más querido. Con ese fin, Mallah traicionó a Cerebro ante los Titanes antes de que pudiera remodelar la realidad para sus propios fines, poniendo fin a la amenaza que representaba para siempre.

### Año del Villano
Durante el "Año del Villano", Joker encarceló a Cerebro y Monsieur Mallah en un antiguo recinto ferial mientras Batman que Ríe estaba infectando a la gente. Joker los torturó y los dejó al cuidado de Lex Luthor a cambio del conocimiento para derrotar a Batman que Ríe.

## Poderes y habilidades
Monsieur Mallah tiene fuerza sobrehumana, velocidad, agilidad y reflejos, una inteligencia a nivel de un genio. Por lo general lleva una ametralladora, o cualquier otro tipo de arma de fuego y combate cuerpo a cuerpo.

## Apariciones en otros medios

### Televisión
- Monsieur Mallah (junto a Cerebro y la Hermandad del mal) apareció en la serie animada de los Jóvenes Titanes con la voz de Glenn Shadix.[21]Como sugiere su nombre, Mallah posee un falso acento francés, que complementa el aparente acento ruso que parece poseer Madame Rouge, la voz cansada y gastada del General Immortus y la voz metálica y sin emociones de Brain. Mento afirma que la fuerza de Mallah "solo es igualada por su inteligencia", y aunque es lo suficientemente inteligente como para saber que no debe seguir librando una batalla perdida y entiende cómo usar la tecnología (incluidas armas, tanques y computadoras), parece preferir la confrontación por destreza táctica, ya que tiende a depender demasiado de su propia fuerza bruta para lograr la mayoría de sus objetivos (aunque se podría argumentar que la mayoría de sus objetivos son lo suficientemente simplistas como para requerir solo fuerza y confrontación), y es algo irritable y demasiado confiado, rasgos que eventualmente demuestran su ruina. Siempre que tiene tiempo libre en sus manos, Mallah a menudo pasa su tiempo jugando al ajedrez con el Cerebro, además de comentar las acciones y decisiones que el Cerebro toma durante cada juego. Debido a la naturaleza del programa, no se hace referencia a la sexualidad de Mallah, y su relación con Cerebro parece ser un respeto puramente platónico por el intelecto del otro. Durante el episodio de "Hide and Seek", Mallah fue enviado (probablemente por el Cerebro) para capturar a Timmy, Melvin y Teather, tres bebés superpoderosos que aparentemente han captado el interés del Cerebro, y pasa la mayor parte de la duración del episodio persiguiéndolos y peleando con Raven, quien fue asignada por Robin para "cuidarlos", eventualmente enfrentando la derrota a manos del 'guardián' de los bebés, Bobby, para sorpresa de Mallah y Raven misma, esta última inicialmente creyendo las acciones causadas por (entonces invisible) Bobby fueron el resultado de tendencias psíquicas por parte de Melvin. Participa brevemente durante la batalla final en "Titans Together"; Impresionado por el "entusiasmo" de Beast Boy, Pantha, Herald, Más y Jericho mientras luchan contra la horda de supervillanos alineados con la Hermandad, Mallah solicita al Cerebro que le permita "aplastar" al pequeño grupo de Titanes, pero se le negó, el Cerebro (correctamente) prediciendo que los otros villanos habrían sido suficientes para someter a los héroes. Después de que los Titanes restantes llegan a tiempo para combatir colectivamente a la Hermandad del mal, Mallah les pide a ellos (Cerebro y él mismo) que "se vayan", a lo que Brain se burla tranquilamente de Mallah por su 'cobardía', además de ordenarle para "poner fin a esta tontería", salta a la arena, 'golpea' a Gnarrk y Cyborg mientras cargan contra él, y una vez más se enfrenta a Bobby, con quien Mallah presumiblemente pasa la mayor parte de la batalla luchando. Después de darse cuenta de que han perdido la batalla, se ve a Mallah acompañando a Brain mientras intenta salir de la base, pero Robin, Starfire, Beast Boy, Cyborg, Raven, Speedy, Bumblebee, Aqualad y Tramm lo detienen casi de inmediato. Desesperado y molesto, el Cerebro separa su tarro de cráneo del resto de su forma robótica, que Mallah rápidamente agarra y salta sobre varios andamios, mientras esquiva las explosiones de energía de los otros Titanes, con Robin y Beast Boy persiguiéndolo. A medida que la bomba almacenada dentro de la forma del frasco del cerebro es activada y finalmente arrojada al espacio por Herald, Starfire y Cyborg, y cuando Robin recupera el frasco del cráneo de Cerebro después de ser golpeado de las manos de Mallah, el Gorila ataca a Beast Boy en un rabia, es arrojado desde el andamio a una fila de criminales congelados, y finalmente es congelado en pantalla por Más y Menos.
- Monsieur Mallah aparece en Batman: The Brave and the Bold, episodio "Gorilas in Our Midst" con la voz de Kevin Michael Richardson.[21]Monsieur Mallah, Gorilla Grodd y Gorilla Boss forman una alianza secreta llamada GASP (abreviatura de Gorillas y Apes Seizing Power) y reemplazan la población de Gotham City con gorilas. Es derrotado por Bestia B'wana, Vixen y Batman. En "La última patrulla", Monsieur Mallah ayuda a Cerebro a tratar de matar a Niles Caulder, pero Batman lo detiene. Mallah y otros villanos de Doom Patrol aparecen en el barco del General Zahl, pero son derrotados por Batman.
- Monsieur Mallah aparece en el episodio de Young Justice, "Alpha Male" con sus efectos vocales proporcionados por Dee Bradley Baker.[21]Él y Cerebro estaban detrás de un complot para usar collares de control mental en la vida silvestre de la India, que él había convertido en monstruos agrandados usando el veneno de Kobra. Monsieur Mallah usó una trampa especial para capturar al Capitán Marvel para que Cerebro pueda hacer una transferencia de cerebro en él. Mientras Cerebro intentaba esto, Monsieur Mallah ayudó a los animales controlados por la mente a atacar al Equipo. Aunque Monsieur Mallah fue derrotado por el Equipo, él y Brain terminaron escapándose. En "Misplaced", Monsieur Mallah estuvo presente con Cerebro durante su reunión con los otros miembros de La Luz (Junta Directiva del Proyecto Cadmus) incluso cuando Riddler y Sportsmaster les traen un organismo que robaron de S.T.A.R. Labs que planean traer "a la Luz". Se le ha visto junto al Cerebro en "Inseguridad" cuando estaba trabajando con Klarion el Niño Brujo y el Profesor Ivo para armar Starro-Tech. En "Auld Acquaintance", Monsieur Mallah ayudó a Ra's al Ghul, Lex Luthor, Reina Abeja y Ocean Master a asaltar Cadmus Labs de sus objetos de valor donde Monsieur Mallah tomó la cápsula de Match. En "Summit", Monsieur Mallah acompañó a Cerebro a las cuevas de Santa Prisca donde la Luz está teniendo una cumbre con el Reach. Durante la pelea a tres bandas entre el Equipo, la Luz y el Alcance, Monsieur Mallah fue derrotado por Beast Boy que lo noqueó en forma de rinoceronte. En la tercera temporada, actualmente es miembro del Escuadrón Suicida.
- Monsieur Mallah aparece en DC Nation Shorts "Doom Patrol", con la voz de David Kaye.
- Monsieur Mallah aparece en Teen Titans Go! en varios episodios.
- Monsieur Mallah aparece en la tercera temporada de la serie de acción real de Doom Patrol con la voz de Jonathan Lipow.[21]Él fue mencionado por el Sr. Nadie en el episodio "Penultimate Patrol" se hace referencia a un gorila que habla francés que lo reemplazó en las filas de la Hermandad del Mal. Monsieur Mallah fue visto por primera vez en un flashback en el episodio "Vacay Patrol", donde ve a Cerebro instruyendo a Garguax para asesinar a Rita Farr.
- Monsieur Mallah aparece en el episodio de Mis aventuras con Superman, con la voz de André Sogliuzzo.[22]Esta versión es un gorila de buen corazón a quien el Cerebro del Proyecto Cadmus le dio mayor inteligencia.[22]En "My Adventures with Mad Science", él secuestra a Jimmy Olsen, quien se convierte en su amigo y junto a Cerebro crean un agujero de gusano para acceder a otras dimensiones donde serán aceptados. En "Olsen's Eleven", Mallah y Cerebro regresan, con quien Jimmy ha estado en contacto y para ayudarlo a él y a Lois Lane a infiltrarse en S.T.A.R. Labs para robar una nave y encontrar a Superman. En "The Death of Clark Kent", Mallah y Cerebro, junto con Jimmy y Lois se encuentran con Kara Zor-El, quién les dice la ubicación de Superman, mientras ellos reparan la nave. En "Pierce the Heavens, Superman!", Mallah y Cerebro escapan después de dejar a Jimmy, Kara y el cuerpo inconsciente de Lois a la Tierra, siendo atacados por uno de los robots de Luthor. En "My Adventures with Supergirl", Mallah y Cerebro regresan ayudando a reconstruir su laboratorio Cadmus con la ayuda de Jimmy y Kara.

### Videojuegos
- Monsieur Mallah aparece en DC Universe Online, con la voz de Leif Anders.[21]
- Monsieur Mallah aparece como un personaje invocado en Scribblenauts Unmasked: A DC Comics Adventure.[23]
- Monsieur Mallah aparece como un personaje jugable en Lego DC Super-Villains, con la voz de Peter Jessop.[21]

### Varios
- Monsieur Mallah aparece en Justice League Adventures #6.[24]
- Monsieur Mallah aparece en Justice League Unlimited #31.[25]
- Monsieur Mallah aparece en Smallville Season 11 #9.[26]